# Virabhadrasana

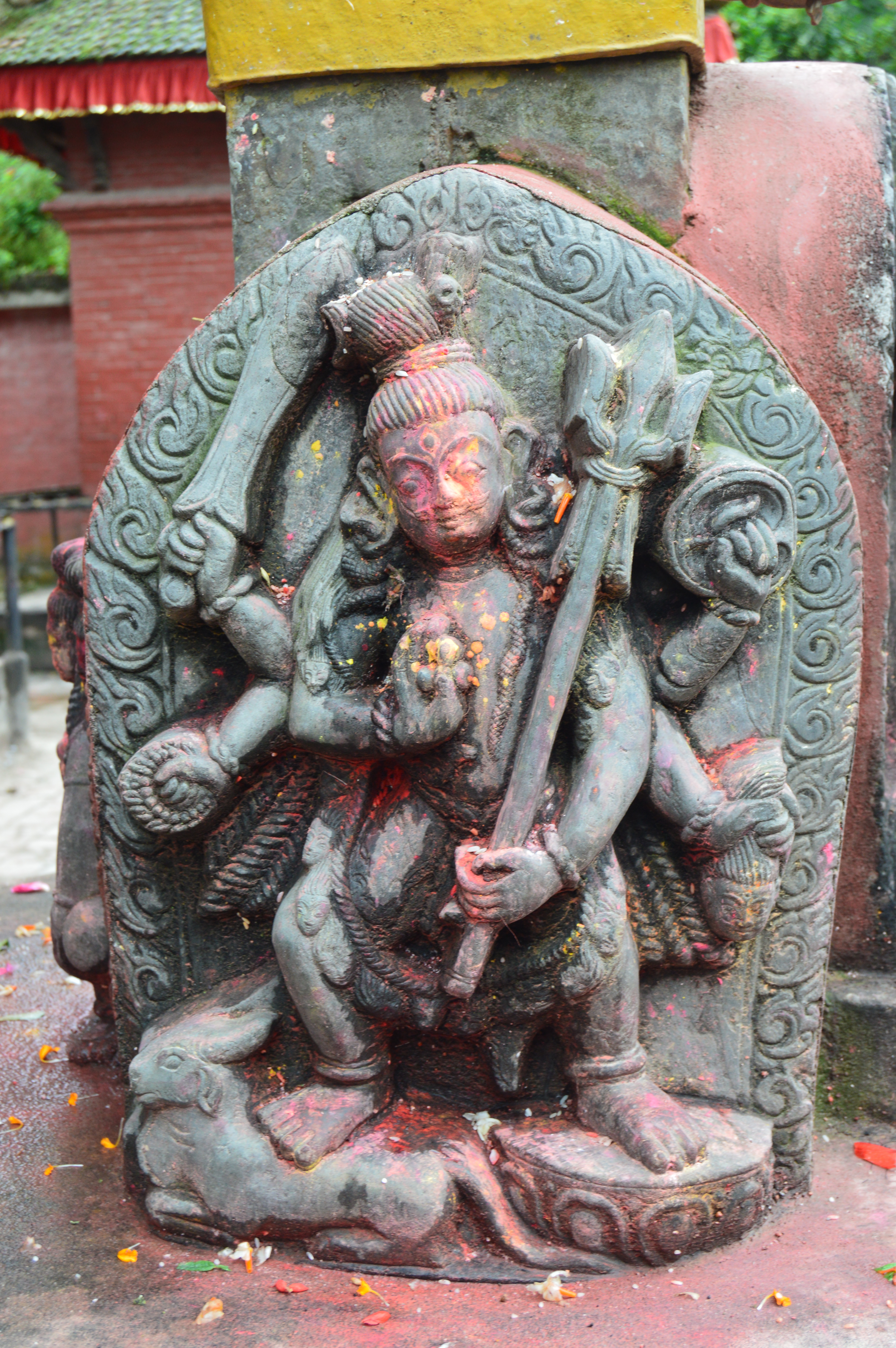
Virabhadra, Statue im Gokarneshwor Mahadev Tempel

Virabhadrasana (Sanskrit वीरभद्रासन, IAST vīrabhadrāsana), deutsch Stellung des guten Helden, ist eine klassische Übung des Yoga und eine der 84 Hauptübungen des Hatha Yoga. Der Sanskritname bildet sich aus den Wörtern vīra (वीर) „Held“, bhadra (भद्र) „gut, freundlich, gesegnet“ und āsana (आसन) „Sitz, Körperhaltung“. Im deutschsprachigen Raum ist die Asana unter dem Namen Krieger bekannt.

## Mythologischer Hintergrund
Virabhadra ist ein Sohn des hinduistischen Gottes Shiva. Nach dem Mythos hatte sich die erste Gemahlin Shivas Sati selbst verbrannt, um die Ehre ihres Mannes wiederherzustellen, nachdem beide von ihrem Vater Daksha nicht zu einer großen Opferfeier eingeladen worden waren. Shiva fühlte sich davon herausgefordert, riss ein Haar aus seinen Locken und warf es auf den Boden. Daraufhin erhob sich vom Boden ein großer Held, Virabhadra. Ihm wurde gesagt, er solle Shivas Heer gegen Daksha führen und die Opferfeier stören. Virabhadra und sein Heer zerstörten das Opfer und enthaupteten Daksha.

## Körperliche Ausführung
Der Krieger wird immer nach beiden Seiten ausgeführt. Im Folgenden ist jeweils nur die Ausführung mit dem rechten Bein vorne beschrieben:

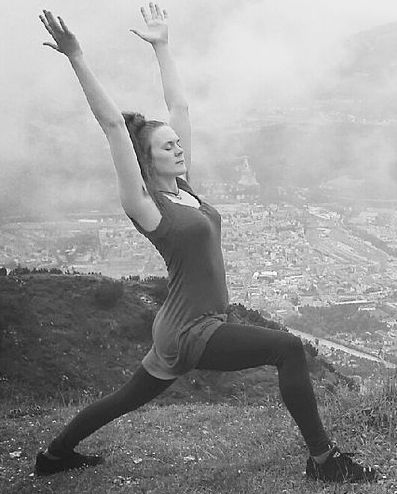
Virabhadrasana I
B. K. S. Iyengar beginnt die Stellung im Stehen und lässt beide Arme über den Kopf strecken, die Handflächen berühren sich. Mit einem Sprung werden die Beine seitlich gespreizt, der rechte Fuß um 90° gedreht und der linke Fuß ein wenig nach rechts ausgerichtet. Das rechte Knie wird nun gebeugt und „darf nicht über den Fußknöchel hinausgehen, sondern sollte eine Linie mit der Ferse bilden.“ Das linke Bein ist gestreckt und das Knie durchgedrückt. Gesicht, Brust und rechtes Knie bilden eine Linie mit der Ferse. Die Wirbelsäule wird aus dem Steißbein hochgestreckt und der Blick ist zu den Händen gerichtet.

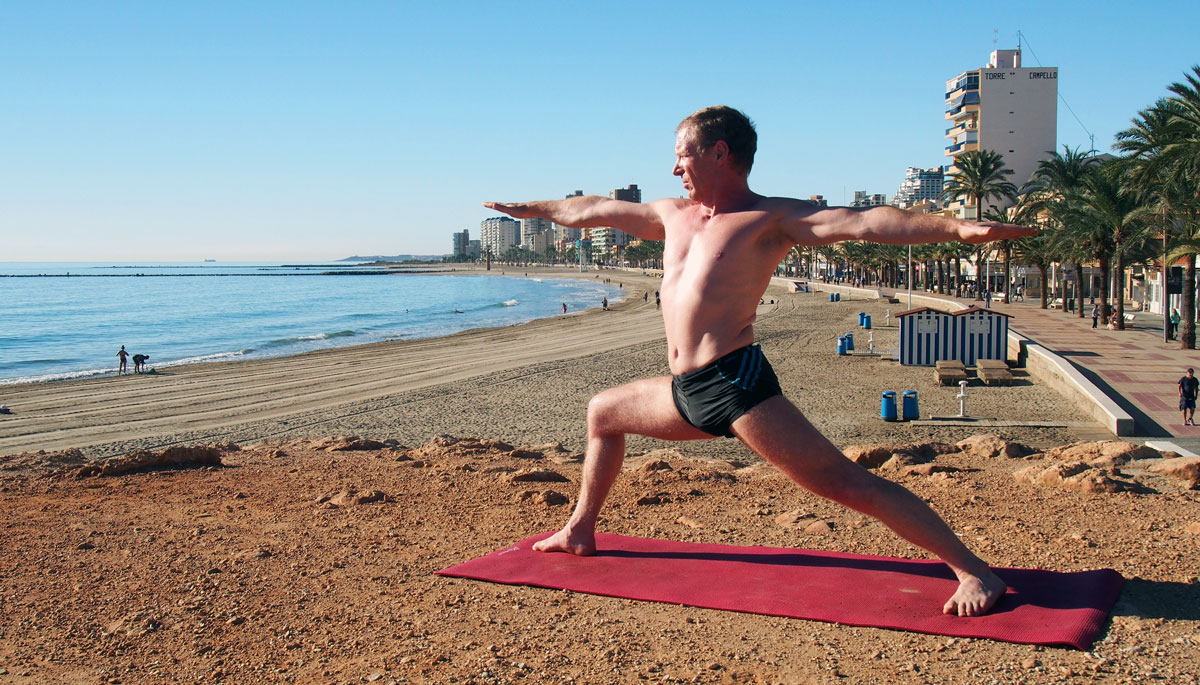
Virabhadrasana II
Die Ausführung dieser Stellung mit Sprung in die Spreize, Drehung des rechten und des linken Fußes erfolgt wie bei der vorher beschriebenen Asana Krieger I. Nur werden zu Beginn die Arme nicht nach oben, sondern seitwärts auf Schulterhöhe angehoben und die Handflächen nach unten gerichtet. Nach der Beugung des rechten Knies erfahren die Arme eine Streckung, „als würden zwei Menschen von entgegengesetzten Enden dich auseinanderziehen“.

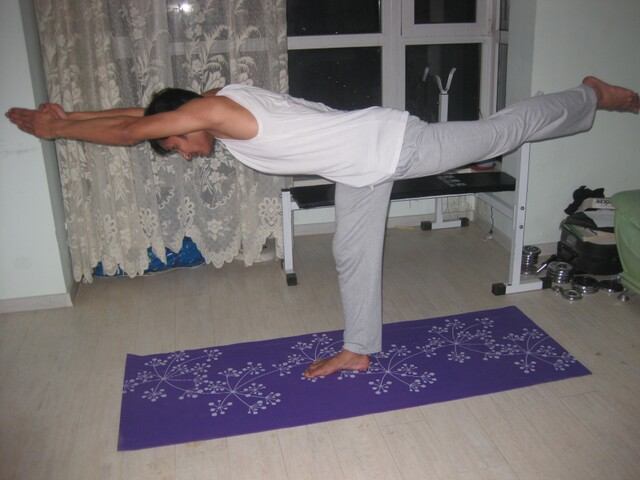
Virabhadrasana III
Iyengar entwickelt diese Yogaübung aus der Endstellung von Virabhadrasana I, indem er den Rumpf nach vorne beugt, die Brust auf den rechten Oberschenkel legt und die Arme ausstreckt. Der Körper wird leicht nach vorne geschwungen, das linke Bein gehoben und das rechte Standbein durchgestreckt. Der ganze Körper, mit Ausnahme des Standbeins, ist parallel zum Boden. Diese Stellung trägt in anderen Yogastilen den Namen Tuladandasana.

## Gesundheitliche Aspekte
Virabhadrasana I,II und III waren unter den 57 Übungen, die anlässlich einer chinesischen Forschung ausgewählt und von Erwachsenen zwölf Wochen lang geübt wurden. Das Ziel der Forschung war es, die Auswirkungen einer regelmäßigen Hatha-Yoga-Praxis auf das Herz und die Muskulatur zu untersuchen. Fazit: „Eine 12-wöchige Hatha-Yoga-Intervention hat positive Auswirkungen auf die kardiorespiratorische Ausdauer, auf Muskelkraft und -ausdauer sowie auf Flexibilität bei chinesischen Erwachsenen.“